# Villamayor (Teverga)
Villamayor (Viḷḷamayor en asturiano y oficialmente) es una parroquia del concejo asturiano de Teverga, en España, y un lugar de dicha parroquia.
En los 8,02 km² de extensión de la parroquia habitan un total de 72 personas (2009) distribuidos entre el lugar de Villamayor (Viḷḷamayor en asturiano), con 63 habitantes, y la aldea de Riomayor (Rimayor en asturiano).
El pueblo de Villamayor, situado a 6,2 kilómetros de la capital del concejo, se encuentra a una altitud de 840 m.